# Jozef Karika
Jozef Karika (Rózsahegy, 1978. november 15. –) szlovák író és publicista.

## Pályafutása
A besztercebányai Bél Mátyás Egyetemen történelmet és filozófiát tanult. 2000 után vált ismertté beszélgető fórumok gyakori közreműködőjeként. A mágiáról szóló könyveivel: A szláv varázslat, az Árnyékzónák elismert és vitatott szerzővé tették ezen a területen. Azután fokozatosan befejezte a mágia-orientált tevékenységét, és az általános újságírással, valamint a fantasztikus történetek írásával foglalkozott. 
Múzeumtörténészként, televíziós szerkesztőként, a helyi önkormányzat marketing- és támogatási osztályának vezetőjeként, valamint Rózsahegy város szóvivőjeként dolgozott.
Horrortörténeteivel megalkotott egy új, kitalált világot. Megdöbbentő nyitottsággal írt a szervezett bűnözésről, könyörtelen maffiagyakorlatokat mutatott be a csoportok közötti harcokról, a pornográfia terjedéséről, a kábítószer-kereskedelemről. Nyíltan leleplezte a korrupciót és annak struktúráját az önkormányzatoktól kezdve egészen az államhatalom egyes részéig. 
Több irodalmi díjat nyert, megkapta az Irodalmi Alap díját is.

## Művei
- Slovanská magie (2003) A szláv varázslat
- Zóny stínu (2005) Árnyékzónák
- Mágia peňazí (2007) A pénz varázsa
- K. P. M. P. Z. (2007)
- Brány meonu (2009)
- Liber 767 vel Boeingus: Rough Experiments with Chaos magic (2009) Durva kísérletek a káosz varázslatával
- V tieni mafie (2010) A maffia árnyékában
- V tieni mafie 2.: Čas dravcov (2011) A maffia árnyékában 2.: Ragadozók ideje
- Nepriateľ štátu (2011) Az állam ellensége
- Na smrť (2012) A halál
- Na smrť 2.: Bez milosti (2013) A halál 2.: Kegyelem nélkül
- Strach (2014) Félelem
- Tma (2015) Sötétség
- Čierna hra: Vláda mafie (2015) Fekete játék: A maffia kormánya
- Trhlina (2016) Repedések
- Černá hra (2016) Fekete játék
- Čierny rok: Vojna mafie (2017) Fekete év: Maffiaháború

### Magyarul
- A hasadék; ford. Böszörményi Péter; Animus, Bp., 2021
- Félelem. Misztikus thriller; ford. Böszörményi Péter; Animus, Bp., 2022

## Fordítás
- Ez a szócikk részben vagy egészben  a   Jozef Karika című szlovák Wikipédia-szócikk ezen változatának fordításán alapul.  Az eredeti cikk szerkesztőit annak laptörténete sorolja fel. Ez a jelzés csupán a megfogalmazás eredetét és a szerzői jogokat jelzi, nem szolgál a cikkben szereplő információk forrásmegjelöléseként.